# 有馬秀雄
有馬 秀雄（ありま ひでお、1869年5月4日〈明治2年3月23日〉- 1954年〈昭和29年〉12月10日）は、日本の実業家、政治家。衆議院議員、東京府南葛飾郡寺島町長。

## 経歴
筑後国三潴郡久留米城下（現:福岡県久留米市）で、久留米藩重臣・有馬重固の長男として生まれ、同藩重臣・有馬孝三郎の養嗣子となる。1889年（明治22年）、久留米尋常中学校を卒業し、1892年（明治25年）、帝国大学農科大学実科を卒業。
その後、旧藩主・有馬伯爵家の家令となり、同家の財政の立て直しに尽力した。久留米六十一銀行の頭取を務め、旧久留米藩の士族授産企業・赤松社の活動にも貢献した。
1912年（明治45年）5月、第11回衆議院議員総選挙で福岡県久留米選挙区から出馬して当選。当選後は無所属だったが、その後立憲政友会に入った。その後、第14回、第15回（補欠選挙）、第16回総選挙でも当選し、衆議院議員を4期務めた。この間、1921年（大正10年）12月14日から、1925年（大正14年）2月5日まで寺島村長・町長を務めた。
その後、東京府南葛飾郡寺島町に在住となった。1931年（昭和6年）から再び寺島町長となり、1932年（昭和7年）9月30日まで務めた。その後、東京市の市域拡大に伴い、同年11月5日に向島区（現・墨田区）選出の東京市会議員となった。また、1942年（昭和17年）10月から1943年（昭和18年）6月まで第47代市会議長を務めた。東京市会議長在任中の1942年（昭和17年）に、第11代全国市会議長会長を務めた。東京都発足後は、向島区選出の都議会議員となった。また、1943年10月から1944年（昭和19年）10月まで初代都議会議長を務めた。そのほか、東京府会議員も務めた。1954年12月10日21時20分、心臓麻痺のため死去した。